# Takanori Nishikawa
Pour les articles homonymes, voir Nishikawa (homonymie).
Takanori Nishikawa (西川 貴教, Nishikawa Takanori, né le 19 septembre 1970 à Yasu, dans la préfecture de Shiga) est un musicien et acteur japonais. Il est plus connu sous l'abréviation T.M. Revolution (TMR), qui signifie « Takanori Makes Revolution » (貴教が革命を起こすTakanori ga kakumei o okosu), bien que celui-ci puisse faire penser au groupe japonais d'electropop TM Network. Bien que la majorité de ses chansons soient écrites par Akio Inoue et composées/arrangées par Daisuke Asakura, T.M Revolution est considéré comme le projet solo de Nishikawa. L'artiste est aussi connu pour ses contributions à des génériques d'anime et à des thèmes de jeux vidéo.
Nishikawa débute en tant que TMR lors de la sortie de son premier single Dokusai (Monopolize) (独裁 -monopolize-) en mai 1996. Dans la même année, son troisième single Heart of Sword (Yoake Mae, 夜明け前) est utilisé en tant que générique de fin de l’anime Kenshin le vagabond, le rendant plus populaire. Six de ses chansons furent utilisées pour la franchise Mobile Suit Gundam Seed (trois pour Gundam Seed et trois pour Gundam Seed Destiny). Il double d'ailleurs des personnages mineurs dans ces anime. En 2010, le single Save the One, Save the All est utilisé en tant que générique de fin pour le film Bleach: Hell Verse. Il coopère aussi avec la série de jeux vidéo Devil Kings de Capcom, avec plusieurs de ses chansons qui sont utilisées comme Crosswise, Flags ou en 2014, Count Zero.
Takanori Nishikawa est le premier artiste à avoir signé chez Tofu Records, un label discographique affilié à Sony Music Japan, faisant la promotion d'artistes de J-Pop en Amérique du Nord. Le label sort plusieurs de ses albums dont : Coordinate (2003), Seventh Heaven (2004), et Vertical Infinity (2005). Il fait son premier concert en Amérique du Nord lors de l’édition 2003 de l'Otakon, une grande convention d'anime. Par la suite, il fait des concerts à la Pacific Media Expo en 2004 et au New Work Comic-Con en 2008. Dix ans après, il revient en 2013 à l'Otakon, à l’occasion du vingtième anniversaire du salon.

## Biographie

### Jeunesse et vie personnelle
Takanori Nishikawa est né d’un père fonctionnaire et d’une mère dentiste,. Il est allé à l’école primaire de Mikami (三上小学校 Mikami Shōgakkō). Il était proche de son grand-père (un policier retraité) auquel il rendait visite tous les jours après l’école, puisque ses parents travaillaient. Sous l’influence de son grand-père, Takanori a pratiqué le Kendo jusqu’à l’âge de 10 ans, lorsque son grand-père décéda.
Il est aussi allé au collège (野洲中学校 Yasu Chūgakkō) et au lycée (滋賀県立野洲高等学校 Shiga Kenritsu Yasu Kōtō Gakkō) de Yasu. Lorsqu'il était au collège, il envisage une carrière dans la musique, et il abandonne ses études au lycée et quitte Shiga afin de poursuivre son rêve.
Il est aussi marié avec Yumi Yoshimura du groupe Puffy AmiYumi entre 1999 et 2002. Ils divorcent lorsque l’infidélité de Yoshimura a été découverte.

### Luis-Mary et T.M. Revolution
Takanori rejoint le groupe de visual kei Luis-Mary en 1990 en tant que chanteur. Son nom de scène, Haine (灰猫) et ses costumes ont servi d’inspiration au personnage que Nishikawa double dans Gundam Seed Destiny (Heine Westenfluss). Luis-Mary sort trois singles : Rainy Blue, Whisper (In Your Eyes) et Drive Me Mad. Le groupe se sépare en 1993.
En 1995, Daisuke Asakura signe Nishikawa sous le label FunHouse, maintenant détenu par BMG Japon. Il sort un single, Black or White ?, sous le nom de Daisuke Asakura expd. Takanori NIshikawa. Cette chanson est ré-enregistrée en 1997 et ré-arrangée en 2000 pour le douzième single de TMR (Black or White ? Version 3). La première version de la musique est aussi la troisième piste du premier album Makes Revolution (1996). Début 1996, Nishikawa fait plusieurs interventions radio afin de faire la promotion de son projet solo. Le 22 mars 1996, le projet prit le nom de T.M. Revolution, avec Asakura en tant que producteur.

### Makes RevolutionetRestoration Level➝3
Dokusai –Monopolize- sort le 13 mai 1996 sous le label Antinos Records. Il atteint la 28e place de l'Oricon. La performance de Nishikawa à Pop Jam, une émission de variétés produite par NHK accélère les ventes du single, parvenant finalement à vendre toutes les copies de ce dernier. Son second single Hesoshukujo –Venus- (臍淑女 -ヴィーナス-) sort deux mois après, suivi du premier album Makes Revolution un mois après.
Heart of Sword ~Yoake Mae~ sort en novembre 1996 et est utilisé en tant que générique de fin de l'anime Kenshin le vagabond. Il remplace aussi de nouveau pour le même anime le générique de fin The Fourth Avenue Cafe, par L'Arc-en-Ciel à une affaire liée à la drogue à laquelle un des membres du groupe à l'époque est concerné. Heart of Sword ~Yoake Mae~ devient un classique et se vend à 360 000 copies, atteignant ainsi la 16e place de l'Oricon. Le deuxième album Restoration Level➝3 sort en février 1997, atteignant la 5e place de l'Oricon.

### Triple JokeretThe Force
Nishikawa sort trois singles en 1997 : Level 4, High Pressure et White Breath. High Pressure rencontra un énorme succès avec 800 000 copies vendues. White Breath se vend à un million de copies et devient le premier single de TMR à atteindre la première place de l'Oricon.
Nishikawa chante White Breath lors de la 48e édition du Kōhaku Uta Gassen, un show de musique annuel organisé par NHK. Moins d’un mois après, son troisième album Triple Joker sort et se vend à 2 millions d'exemplaires. Aoi Hekireki (蒼い霹靂, Blue Lightning), la première piste de l'album sort en tant que single en février 1998 et est utilisé dans un publicité de Yamaha JOG. Triple Joker sort aussi dans d’autres parties de l'Asie, notamment Taïwan en avril 1998 où il se rend afin d’en faire la promotion.
Hot Limit, sorti en juin 1998, se vend à 900 000 exemplaires et devient le second single de Nishikawa à atteindre la première place de l'Oricon. Il chante aussi lors de la 49e édition du Kōhaku Uta Gassen. Son quatrième album, The Force, sort en mars 1999 et contient les quatre singles sortis après Aoi Hekireki (Hot Limit, Thunderbird, Burnin’ Xmas et Wild Rush). Peu après la sortie de l’album, Nishikawa donne deux concerts au Tokyo Dome.

### The End of Genesis T.M.Revolution Turbo Type D
En 1999, Nishikawa annonce la fin de T.M.Revolution. Lui et Daisuke Asakura créent The End of Genesis T.M.Revolution Turbo Type D (abrégé TMR-e). Le nom montre que c'est une évolution du projet T.M. Revolution. Asakura apparaît aussi dans les clips et joue en live aux côtés de Nishikawa. Trois singles sont sortis sous ce nom, tous en 1999 : Kagerō (陽炎, -KAGEROH-), Gekkō (月虹, -GEKKOH-), et Setsugen -winter dust- (雪幻, -winter dust-). Leur seul album, Suite Season, sort en février 2000. Nishikawa et Asakura commencent à devenir de plus en plus distants l’un vers l’autre et Takanori revient à son nom de scène originel en avril 2000.

### ProgressetCoordinate
Black or White ? Version 3, une auto-reprise, sort en avril 2000. Deux autres singles Heat Capacity et Madan ~Der Freischütz~ (魔弾 ～Der Freischütz～)), un album de remix disco (DISCORdanza: Try My Remix Single Collections), et le cinquième album studio de TMR, Progress, sortent aussi en 2000.
Boarding sort en février 2001. Le single est utilisé en tant que générique pour le drama To Make Divided a House (別れさせ屋, Wakaresase Ya). Nishikawa commence à s'auto-produire, en sortant son seizième single (Out of Orbit ~Triple Zero~) un an après. Une compilation nommée B☆E☆S☆T sort un mois après. Epic Records Japon rachète Antinos Records cette année-là, et tous les albums appartenant au catalogue d'Antinos est réédité sous le label Epic le 1er juillet 2002. Thunderbird incite le réalisateur d'anime Mitsuo Fukada à demander à Nishikawa de faire le premier générique de début de Gundam Seed. Invoke, sorti en septembre 2002, se vend à 250 000, et atteint la 2e place de l'Oricon. Nishikawa double aussi le personnage de Miguel Aimann et fait la narration d’un épisode résumé de Gundam Seed.
Coordinate, son sixième album, sort en mars 2003. La pochette est un gros plan du GINN Orange que le personnage, doublé par Nishikawa dans Gundam Seed, pilote (le orange étant la couleur préférée de Nishikawa) Meteor (-ミーティア-), un morceau de l'album, est utilisé dans Gundam Seed. Plus tard cette année, Nishikawa devient le premier artiste à être signé sous le label Tofu Records, et Coordinate est le premier album à sortir sous le label. La version sortie par Tofus contient aussi Heart of Sword ~Yoake Mae~ en tant que piste bonus. Nishikawa fait ses débuts nord-américains en donnant un concert à l'Otakon en août 2003 devant une grande foule qui remplissait la salle du Baltimore Convention Center où il se produisait.

### Seventh HeavenetVertical Infinity
Nishikawa sort son dix-huitième single, Albireo (アルビレオ-), en février 2004. (Albiréo est une étoile de la constellation du Cygne). Albiréo est utilisé dans une émission de variétés sur la Nippon Television appelée AX MUSIC-TV, où il se classe 49e sur la playlist de l'émission. Seventh Heaven, son septième album, sort en mars 2004. Tofu Records sort l'album quelques semaines après en Amérique, et Nishikawa donne un concert à Pacific Media Expo en mai 2004. Zips, une piste de l’album est utilisé pour le film Mobile Suit Gundam Seed : Special Edition. Wheels of Fortune est utilisé sur la Fuji Television en tant que générique pour l'émission Formula Nippon.
Nishikawa se voit proposer de chanter le générique de fin de la version japonaise du film Spider-Man 2, à la suite de son concert à Pacific Media Expo 2004 et ses relations avec Sony Music Japan. Web of Night, sorti fin juillet 2004, contient aussi un nouvel arrangement de Tears Macerate Reason (présent dans Seventh Heaven), et une version anglaise de Web of Night. Nishikawa tourne le clip Web of Night dans les deux langues. Il a assisté à la première mondiale de Spider-Man 2 habillé d’un kimono traditionnel japonais.
Ignited (-イグナイテッド-) est utilisé en tant que premier générique pour Gundam Seed Destiny, qui débute en octobre 2004. Ignited est le premier single de T.M. Revolution à atteindre la première place de l'Oricon depuis 1998, devenant le 900e single à atteindre cette place dans ce classement. Il est classé 53e dans le classement des 100 singles de l'Oricon, avec 161 324 exemplaires vendues.
Nishikawa double aussi la voix de Heine Westenfluss dans plusieurs épisodes de Gundam Seed Destiny. Son personnage est directement modélisé à partir de Nishikawa lui-même, contrairement à Miguel Aiman. Les cheveux de Heine ressemblent à ceux de Nishikawa lorsqu'il faisait partie du groupe Luis-Mary, et son prénom est un jeu de mots avec le pseudonyme de Nishikawa qu’il utilise avec le groupe. Les noms de familles de Nishikawa et Westenfluess signifient « rivière ouest », en japonais ((西川)) et en allemand (Westenfluß).
Vertical Infinity sort le 26 janvier 2005 sous le label Epic puis six mois plus tard sous Tofu Records. Le symbole infini tourné verticalement représente le chiffre 8. C'est aussi le nombre d’albums studio que Nishikawa avait sorti à l'époque. vertical infinity contient les versions anglaises et japonaises de Web of Night ainsi que le single Ignited. Il contient aussi deux chansons chantées en anglais, Bring It On (écrite par Nishikawa) et Chase / The Trill (écrite par Hobday). Vertical Infinity marque un changement radical dans le style musical de T.M. Revolution, puisque l'arrangement de l'album n'est réalisé qu'en partie par Daisuke Asakura, l'autre étant réalisée par Nishikawa lui-même[réf. nécessaire].

### Under:Cover
Avec les préparatifs qu'engendraient le dixième anniversaire du projet T.M. Revolution en mai 2006, Nishikawa ne peut aller se produire en Amérique du Nord en 2005. En avril 2005, il commence à co-animer l'émission de variétés Pop Jam produit par NHK, en compagnie de Yuriko Murakami (村上 由利子) et du duo comique Un Jash Anjasshu (アンジャッシュ). Le 21e single de Nishikawa, vestige (vestige -ヴェスティージ-), sort en août 2005. C'est son quatrième single, et le second consécutivement à atteindre la première place de l'Oricon. Vestige est utilisé dans Gundam Seed Destiny. Crosswise, l'autre piste est utilisé en tant que thème pour le jeu PlayStation 2 Devil Kings. Vestige se classe 54e dans le classement 2005 des 100 meilleurs titres de l'Oricon, avec 176 028 exemplaires vendus cette année.
Le single vestige est vendu avec un mot de passe unique utilisable pour voter sur le site web officiel de T.M. Revolution afin de décider quelles musiques devraient apparaître sur le prochain album d'auto-reprise. Ces musiques seraient ré-arrangées et ré-enregistrées. Dix musiques étaient prévues à la base mais en raison du nombre massif de votes, quinze pistes sont sélectionnées. Cet album d'auto-reprise, Under:Cover, sort le 1er janvier 2006 et est 8e au classement Oricon. Under:Cover se vend sous deux éditions, dont l'une limitée. La version de base contient quatorze pistes. L'édition limitée se voyait rallongée d’une piste bonus sur un disque séparé contenant une version instrumentale de Meteor, la seule contribution de Daisuke Asakura sur l'album, et est aussi dotée d'un poster. La nouvelle version de Zips est utilisée dans le film Mobile Suit Gundam Seed Destiny : Special Edition.
Nishikawa chante la reprise de Under:Cover de White Breath lors de la 56e édition du Kōhaku Uta Gassen, sa troisième participation depuis 1998. Sa participation à l’émission Pop Jam se termine en mars 2006. Le dixième anniversaire de sa carrière est célébré aux Universal Studios Japan à Osaka le 13 mai 2006. Il annonça le même jour qu’il se produirait au même endroit pour son 36e anniversaire le 19 septembre 2006. Une deuxième compilation, 1000000000000, sort le 7 juin 2006. Elle est composée de 2 CD contenant tous les 21 singles sortis à cette date, et atteint la 1re place de l'Oricon. Le DVD en écho avec cet album, sorti trois semaines après, contient tous les clips de T.M. Revolution sortis à cette date. En automne 2006, il joue dans un drama appelé Nursing Etoile.

### Abingdon Boys School
Nishikawa crée un nouveau groupe appelé Abingdon Boys School en 2005, nommé à partir de l'école où les membres de Radiohead se rencontrent. Le guitariste Hiroshi Shibasaki rejoint le groupe aux côtés de Sunao et Toshiyuki Kishi. Abingdon Boys School est à l'origine de 7 titres ayant atteint les 10 premiers au classement Oricon et sort deux albums. Une tournée européenne a lieu en 2009 et leurs albums sortent sous un label allemand. Ils donnent un concert lors de l'évènement mondial Live Earth qui a lieu en même temps que de centaines d’autres concerts autour du monde le 7 juillet 2007 (07-07-07).

### Cloud Nine
Nishikawa organise le Real Time Countdown Party Revolution, un concert qu’il a fait en présence de ses fans pendant le réveillon, afin de compenser le manque de nouveauté. Son premier single Resonance, qui contient dans son clip toutes les vidéos de ses plus grands succès et fait la promotion de produits Sony, est le générique de l’anime Soul Eater, et sort le 11 juin 2008. Le single atteint la 4e place du classement Oricon le jour de sa sortie. Soul's Crossing, titre présent sur le single fut utilisé en tant que thème pour le jeu vidéo Soul Eater sur Wii. T.M. Revolution est présent lors du Hide Memorial Summit, un festival de musique organisé en l'honneur du dixième anniversaire de la mort du guitariste de X Japan, hide. Le 23 mars 2009, T.M. Revolution sort un album hommage contenant ses singles de Dokusai –Monopolize- à Wild Rush. Ces singles sont à la base sorti sous la forme de mini-album, mais sont maintenant sous la forme de CD tout ce qu’il y a de plus commun. Le pack contient aussi un DVD bonus montrant des extraits de ses T.M.R. Year Countdown Live, ainsi qu'un livre de photo et des stickers. Le 3 mars 2010 sort le single Lakers, en hommage à un lac issue de sa région natale. La musique était jouée en concert depuis 2009 mais n’avait jamais été sortie en tant que single auparavant. Le 11 août 2010 un single contenant les titres Naked Arms et Sword Summit sort. Naked Arms est utilisé en tant que générique pour le jeu Sengoku Basara: Samurai Heroes (ou Sengoku Basara 3 au Japon) sur PlayStation 3 et Wii. Sword Summit est utilisé en tant que générique pour la deuxième saison de l'anime Devil Kings.
Le neuvième album studio, Cloud Nine, de T.M. Revolution sort le 20 août 2011. Il en existe trois versions différentes dont deux versions limité une version contenant un CD-DVD, une autre limité contenant seulement le CD. L'édition CD-DVD ainsi que la version de base contienne la même setlist tandis que la deuxième édition limitée contient six pistes bonus qui n’ont jamais été sorties auparavant. Le DVD contient deux clips avec leurs trailers et making-of, ainsi qu'un live au Inazuma rock festival qui a eu lieu le 19 septembre 2010. Le festival a lieu dans la ville de naissance de Nishikawa et il en est l'organisateur. C'est à ce festival que le titre Flags est joué en concert pour la première fois. Tout comme vestige, toutes les versions limité étaient vendues avec un mot-de-passe unique permettant de choisir, sur le site web officiel de T.M. Revolution, quelles pistes seraient sélectionnées dans le prochain album d’auto-reprise Under:Cover 2.
Un album live sort le 12 septembre 2013, il contient des chansons issues de la tournée découlant de la sortie de l'album Cloud Nine T.M.R. Live Revolution 11-12.

### Under:Cover 2
En 2012, il rejoint le groupe de J-pop T.M.H.R, dont le nom est constitué des trois chanteurs qui le compose. Il rejoint ainsi Hitomi Shimatani et Miguel Guerreiro, un jeune chanteur portugais s'étant fait connaître dans une publicité japonaise en chantant le slogan de la marque. Ensemble, ils sortiront un album. La même année, le 19 septembre, un DVD live T.M.R. Live Revolution 12 -15th Anniversary Final- célébrant le 15e anniversaire de sa carrière sort, tout comme il l'avait fait en 2006 pour ses dix ans. Les concerts ont lieu au Yoyogi Stadium pendant les 12 et 13 mai 2012. La setlist présente des chansons anciennes mais jouées dans leur version Under:Cover.
Le 27 février 2013 sort le deuxième album d’auto-reprise de T.M.Revolution basé sur la requête des fans, Under/Cover 2. Il sort en cinq éditions différentes, dont une édition limitée CD+DVD et trois autres limités contenant 2 CD et goodies. Les éditions contenant des goodies sont vendues avec un CD bonus ainsi que des sous-vêtements changeants selon la pochette de l'édition limitée achetée. Cet album contient 15 pistes remasterisées par T.M. Revoltuion avec quelques collaborations (dont the GazettE, May J., Home Made Kazoku…), choisies à partir des votes des personnes ayant acheté l'édition limitée de l'album Cloud Nine.
Il tourne une publicité pour chewing-gum Lotte Zeus Ice Menthol, pour laquelle il chante un nouveau titre Summer Blizzard, sorti en tant que single le 7 août 2013. La même année, il entame en mai une collaboration avec la chanteuse et seiyū Nana Mizuki, avec laquelle il va sortir deux nouveaux singles. Dans une interview réalisée par MTV 81 il déclare à propos de Nana Mizuki : « Je pensais que si je devais collaborer avec quelqu'un, cela devait être avec elle. Donc nous avons commencé à travailler ensemble. [...] Elle a toujours eu cette puissance vocale qui m'a touché ». En mai sort leur premier single en commun T.M.Revolution X Nana Mizuki Preserved Roses. Le titre est accompagné d’un clip et sera classé 2e au classement Oricon pour un total de 103 582 exemplaires vendus. Pour ce titre Nana Mizuki rejoint l'équipe de T.M. Revolution. Le titre est utilisé en tant que générique pour l'anime Valvrave the Liberator. Le 23 octobre 2013 sort cette fois-ci sous l’appellation Nana Mizuki X T.M. Revolution le single Kakumei Dualism. Tout comme Preserved Roses, Kakumei Dualism atteint la seconde place de l'Oricon pour un total de 174 746 exemplaires vendus. Le single est utilisé cette fois-ci comme générique de la deuxième saison de l’anime Valvrave the Liberator. T.M.Revolution a rejoint pour ce deuxième single l’équipe de Nana Mizuki,.
En septembre 2013 une nouvelle compilation sort. Nommé Geisha Boy (Anime Song Experience), l'album regroupe des titres de T.M.Revolution ayant servi à des anime. Le 6 novembre 2013 sort un nouveau single Heaven Only Knows ~Get the Power~. Il continue toujours son étroite collaboration avec la série Sengoku Basara, pour laquelle il collabore de nouveau avec le titre Count Zero qui sortira sous forme de single partagé avec le titre Runners High du groupe Scandal, tous deux présents sur le jeu Sengoku Basara 4.

### Ambassadeur de la préfecture de Shiga
Takanori est ambassadeur de la culture de la préfecture de Shiga, sa région natale. Il en profite pour organiser un festival de musique, par la suite devenu annuel, appelé Inazuma rock festival. Il déclare dans une interview « Je suis né dans la préfecture de Shiga et j'ai voulu lui rendre ce qu'elle m'a donné. J'ai donc organisé l'Inazuma rock festival. [...] A Shiga il y a un grand lac nommé le Lac Biwa. C'est le plus grand lac du Japon. L'un des objectifs du festival est de préserver ce lac, et à travers ce lac, contribuer aux efforts faits à travers le monde pour protéger l'environnement ».
Liste des artistes ayant participé auInazuma rock festival sur la grande scène:
- Artistes ayant participé au Inazuma Rock Festival 2009[32] :
  - 19 septembre : Abingdon Boys School, 175R, Uverworld, Home Made Kazoku, Fumido et Unison Square Garden.
  - 20 septembre : T.M. Revolution, Tetsu (de L'Arc-en-Ciel), Buck-Tick, Seamo, Lindberg, et 369
- Artistes ayant participé au Inazuma Rock Festival 2010[33] :
  - 18 septembre : Uverworld, Abingdon Boys School, Original Love, Tetsu, The Inazuma Sentai, Maki Ohguro et Malu.
  - 19 septembre : T.M. Revolution, Sads, Anna Tsuchiya, Kana Uemura, Breakerz, Hiromi Go et Jinn.
- Artistes ayant participé au Inazuma Rock Festival 2011[34] :
  - 17 septembre : Abingdon Boys School, Shoko Nakagawa, Dragon Ash, Def Tech, Aobōzu et Jealkb
  - 18 septembre :[T.M. Revolution, The gazettE, Hilcrhyme, FLOW, Aqua Timez et Man with a Mission
- Artistes ayant participé au Inazuma Rock Destival 2012[35] :
  - 15 septembre : Abingdon Boys School, kishidan, Jun Sky Walker(s), Suga Shikao, SCANDAL, SPYAIR et U-KISS.
  - 16 septembre : Kyary Pamyu Pamyu, Golden Bomber, Shimizu Shota, Sonar Pocket, SOPHIA, T.M. Revolution, Becky et Miguel Guerreiro.
- Artistes ayant participé au Inazuma rock festival 2013[36] :
  - 21 septembre : UVERworld, Granrodeo, Scandal, Sonar Pocket, T.M. Revolution, Puffy et Shiritsu Ebisu Chugaku
  - 22 septembre : UVERworld, T.M. Revolution, Babymetal, Home Made Kazoku, Unison Square Garden, World Order, Nana Mizuki et Shikura.

## Filmographie
- Rurouni Kenshin (1996) ➝ Orochi no Ren (大蛇の煉?)
- Little Shop of Horrors (1999) ➝ Seymour Krelborn (Japanese production)
- Beautiful Life (2000) ➝ Satoru Kawamura (川村サトル Kawamura Satoru)
- Mobile Suit Gundam SEED (2002/2003) ➝ Miguel Aiman / narrator (phase-26)
- Mobile Suit Gundam SEED Destiny (2005) ➝ Heine Westenfluss
- Nursing Étoile (介護エトワール Kaigo Etoile?, 2006) ➝ Takeo Baba (馬場竹雄 Baba Takeo?)
- Corazon de Melon (2008) ➝ Hiromi
- Galaxy Kaido (ギャラクシー街道, 2015) ➝ Zuzu

## Émissions de télévision
- Kōhaku Uta Gassen (1997-1998, 2005, 2013-2014)
- Masaharu Fukuyama and Takanori Nishikawa’s All Night Nippon (2001)
- Pop Jam (2005-2006)
- Shin Domoto Kyoudai (2011-2014)

## Drama
- 2000 : Beautiful Life